# Красное Утро (Липецкая область)
Кра́сное У́тро — посёлок Стегаловского сельского поселения Долгоруковского района Липецкой области.

## География
Посёлок Красное Утро находится в северной части Долгоруковского района, в 12 км к северу от села Долгоруково, располагается на региональном шоссе Елец — Долгоруково — Тербуны.
Асфальтированной автодорогой посёлок связан с селом Свишни и центром поселения — селом Стегаловка.

## История
Посёлок возник в 1920-х годах. Название «Красное Утро» символическое, обозначает начало новой жизни . В 1932 году его население уже составляло 283 человека. В наши дни состоит из полусотни домов.
Законом Липецкой области от 11 ноября 2015 года № 463-ОЗ статус населённого пункта изменён с деревня на посёлок.

## Население
| 2010 |
| ---- |
| 36   |

## Достопримечательности
Близ посёлка находится памятник природы — «Каменный лес» и база отдыха «Лесная сказка».